# Silvan Widmer
Silvan Widmer (Aarau, 5 maart 1993) is een Zwitsers voetballer die doorgaans als rechtsback speelt. Hij verruilde FC Basel in juli 2021 voor FSV Mainz. Widmer debuteerde in 2014 in het Zwitsers voetbalelftal.

## Clubcarrière

### FC Aarau
Widmer debuteerde op 23 juli 2011 als prof toen hij het met Aarau opnam tegen FC Winterthur, in de Challenge League. Hij maakte op 21 november 2011 zijn eerste doelpunt in het betaald voetbal, tegen St. Gallen. Widmer werd bij Aarau meteen basisspeler. Hij speelde in twee seizoenen 63 competitiewedstrijden, allemaal vanaf de aftrap. Hij tekende in juli 2012 bij Granada, maar zou hier nooit voor spelen. Hij bleef namelijk ook in 2012/13 (op huurbasis) bij Aarau.

### Udinese
Daarna maakte hij een transfer naar Udinese, dat net als Granada bezit was van Giampaolo Pozzo. Widmer debuteerde op 1 augustus 2013 voor Udinese, in een kwalificatieduel voor de Europa League tegen Široki Brijeg. Hij viel na de rust in voor Dušan Basta. Dat bleef zijn enige wedstrijd voor Udinese tot hij op 9 januari 2014 mocht beginnen in een bekerwedstrijd tegen Internazionale. Zijn eerste wedstrijd in de Serie A volgde zeventien dagen later, tegen Parma. Widmer groeide daarna ook bij de Italiaanse club uit tot onbetwiste basisspeler. Hij speelde in vijf seizoenen 131 wedstrijden in de Serie A. In 113 daarvan begon hij in de basis.

### FC Basel
Widmer verruilde Udinese in juli 2018 voor FC Basel. Zo kwam hij via een omweg alsnog terecht in de Zwitserse Super League. Hij won in 2018/19 de Beker van Zwitserland met FC Basel. Hij maakte in de derde ronde van dat toernooi het enige doelpunt van de wedstrijd, tegen FC Winterthur. De finale - tegen FC Thun -  ging aan hem voorbij vanwege een blessure. Widmer speelde in drie seizoenen 85 wedstrijden in de Zwitserse competitie. Hij was in allemaal basisspeler. Hij werd in die periode twee keer tweede en een keer derde met Basel, driemaal ruim achter kampioen Young Boys.

### FSV Mainz 05
Widmer verruilde FC Basel in juli 2021 voor FSV Mainz. Hiervoor stond hij in zijn eerste jaar in 33 van de 34 speelronden in de Bundesliga aan de aftrap. Hij volgde in het seizoen 2022/23 Moussa Niakhaté op als aanvoerder.

## Clubstatistieken
| Seizoen         | Club            | Competitie       | Competitie | Competitie | Beker | Beker | Internationaal | Internationaal | Totaal | Totaal |
| Seizoen         | Club            | Competitie       | Wed.       | Dlp.       | Wed.  | Dlp.  | Wed.           | Dlp.           | Wed.   | Dlp.   |
| --------------- | --------------- | ---------------- | ---------- | ---------- | ----- | ----- | -------------- | -------------- | ------ | ------ |
| 2011/12         | FC Aarau        | Challenge League | 29         | 3          | 2     | 0     | 2              | 0              | 33     | 3      |
| 2012/13         | FC Aarau        | Challenge League | 34         | 8          | 3     | 0     | –              | –              | 37     | 8      |
| 2013/14         | Udinese         | Serie A          | 16         | 0          | 4     | 0     | 1              | 0              | 21     | 0      |
| 2014/15         | Udinese         | Serie A          | 36         | 2          | 2     | 0     | –              | –              | 38     | 2      |
| 2015/16         | Udinese         | Serie A          | 27         | 0          | 1     | 0     | –              | –              | 28     | 0      |
| 2016/17         | Udinese         | Serie A          | 28         | 0          | 1     | 0     | –              | –              | 29     | 0      |
| 2017/18         | Udinese         | Serie A          | 24         | 3          | 2     | 0     | –              | –              | 26     | 3      |
| 2018/19         | FC Basel        | Super League     | 31         | 1          | 5     | 1     | 5              | 0              | 41     | 2      |
| 2019/20         | FC Basel        | Super League     | 32         | 2          | 4     | 2     | 14             | 2              | 50     | 6      |
| 2020/21         | FC Basel        | Super League     | 22         | 0          | 1     | 0     | 3              | 1              | 26     | 1      |
| 2021/22         | FSV Mainz 05    | Bundesliga       | 33         | 4          | 3     | 0     | –              | –              | 36     | 4      |
| 2022/23         | FSV Mainz 05    | Bundesliga       | 26         | 2          | 2     | 0     | –              | –              | 28     | 2      |
| 2023/24         | FSV Mainz 05    | Bundesliga       | 20         | 1          | 0     | 0     | –              | –              | 20     | 1      |
| Carrière totaal | Carrière totaal | Carrière totaal  | 358        | 26         | 29    | 3     | 25             | 3              | 412    | 32     |

Bijgewerkt tot en met 23 juni 2024.

## Interlandcarrière
Widmer kwam uit voor meerdere Zwitserse nationale jeugdelftallen vanaf Zwitserland –18. Hij speelde met geen hiervan op een eindtoernooi. Widmer debuteerde op 14 oktober 2014 in het Zwitsers voetbalelftal., als invaller in een EK-kwalificatiewedstrijd tegen San Marino. Zijn eerste interlanddoelpunt volgde op 6 september 2020. Hij maakte toen 1–1 in een wedstrijd in de UEFA Nations League tegen Duitsland. Dat was ook de eindstand. Widmer had zestien interlands achter zijn naam toen bondscoach Vladimir Petković hem meenam naar het EK 2020, zijn eerste eindtoernooi. Hierop begon hij als invaller, maar stond hij in de derde groepswedstrijd, de achtste- en de kwartfinale in de basis. Bondscoach Murat Yakin nam hem ook mee naar het WK 2022. Hierop was hij basisspeler in drie van de vier wedstrijden die Zwitserland speelde. Widmer werd op 7 juni 2024 door Yakin opgenomen in de Zwitserse selectie voor het EK 2024 in Duitsland. Zwitserland overleefde een groep met Hongarije, Schotland en Duitsland en won in de achtste finales van Italië (2–0), voordat het in de kwartfinales op strafschoppen werd uitgeschakeld door Engeland. Widmer kwam wegens een schorsing enkel tegen Italië niet in actie.
| Interlands van Silvan Widmer voor Zwitserland | Interlands van Silvan Widmer voor Zwitserland | Interlands van Silvan Widmer voor Zwitserland | Interlands van Silvan Widmer voor Zwitserland | Interlands van Silvan Widmer voor Zwitserland | Interlands van Silvan Widmer voor Zwitserland | Interlands van Silvan Widmer voor Zwitserland |
| №                                             | Datum                                         | Wedstrijd                                     | Uitslag                                       | Soort wedstrijd                               | Doelpunten                                    |                                               |
| Als speler bij Udinese                        | Als speler bij Udinese                        | Als speler bij Udinese                        | Als speler bij Udinese                        | Als speler bij Udinese                        | Als speler bij Udinese                        | Als speler bij Udinese                        |
| --------------------------------------------- | --------------------------------------------- | --------------------------------------------- | --------------------------------------------- | --------------------------------------------- | --------------------------------------------- | --------------------------------------------- |
| 1.                                            | 14 oktober 2014                               | San Marino – Zwitserland                      | 0 – 4                                         | Kwalificatie EK 2016                          |                                               |                                               |
| 2.                                            | 27 maart 2015                                 | Zwitserland – Estland                         | 3 – 0                                         | Kwalificatie EK 2016                          |                                               |                                               |
| 3.                                            | 31 maart 2015                                 | Zwitserland – Verenigde Staten                | 1 – 1                                         | Vriendschappelijk                             |                                               |                                               |
| 4.                                            | 10 juni 2015                                  | Zwitserland – Liechtenstein                   | 3 – 0                                         | Vriendschappelijk                             |                                               |                                               |
| 5.                                            | 12 oktober 2015                               | Oostenrijk – Zwitserland                      | 1 – 2                                         | Vriendschappelijk                             |                                               |                                               |
| 6.                                            | 25 maart 2016                                 | Ierland – Zwitserland                         | 1 – 0                                         | Vriendschappelijk                             |                                               |                                               |

Bijgewerkt op 29 april 2016.

## Erelijst
| Beker van Zwitserland | 1x | 2018/19 |

1 Rieß ·
2 Mwene ·
3 Jenz ·
4 Barkok ·
5 Leitsch ·
6 Sano ·
7 Lee ·
8 Nebel ·
9 Onisiwo ·
11 Sieb ·
14 Hong ·
16 Bell ·
17 Vidović ·
18 Amiri ·
19 Caci ·
21 Da Costa ·
22 Veratschnig ·
25 Hanche-Olsen ·
27 Zentner ·
29 Burkardt ·
30 Widmer  ·
31 Kohr ·
33 Batz ·
41 Shabani ·
44 Weiper ·
47 Dal ·
Coach: Henriksen
· Assistent-coach: Silberbauer
1 Sommer ·
2 Mbabu ·
3 Widmer ·
4 Elvedi ·
5 Akanji ·
6 Zakaria ·
7 Embolo ·
8 Freuler ·
9 Seferović ·
10 Xhaka  ·
11 Vargas ·
12 Mvogo ·
13 Rodríguez ·
14 Zuber ·
15 Sow ·
16 Fassnacht ·
17 Benito ·
18 Mehmedi ·
19 Gavranović ·
20 Fernandes ·
21 Omlin ·
21 Kobel ·
22 Schär ·
23 Shaqiri ·
24 Omeragić ·
25 Cömert ·
26 Lotomba ·
Coach: Petković
1 Sommer ·
2 Fernandes ·
3 Widmer ·
4 Elvedi ·
5 Akanji ·
6 Zakaria ·
7 Embolo ·
8 Freuler ·
9 Seferović ·
10 Xhaka  ·
11 Steffen ·
12 Omlin ·
13 Rodríguez ·
14 Aebischer ·
15 Sow ·
16 Fassnacht ·
17 Vargas ·
18 Cömert ·
19 Okafor ·
20 Frei ·
21 Kobel ·
22 Schär ·
23 Shaqiri ·
24 Köhn ·
25 Rieder ·
26 Jashari ·
Coach: Yakin
1 Sommer ·
2 Stergiou ·
3 Widmer ·
4 Elvedi ·
5 Akanji ·
6 Zakaria ·
7 Embolo ·
8 Freuler ·
9 Okafor ·
10 Xhaka  ·
11 Steffen ·
12 Mvogo ·
13 Rodríguez ·
14 Zuber ·
15 Zesiger ·
16 Sierro ·
17 Vargas ·
18 Duah ·
19 Ndoye ·
20 Aebischer ·
21 Kobel ·
22 Schär ·
23 Shaqiri ·
24 Jashari ·
25 Amdouni ·
26 Rieder ·
Coach: Yakin